# Macrolabis rubiae
Macrolabis rubiae är en tvåvingeart som beskrevs av Pavel Lehr 2001. Macrolabis rubiae ingår i släktet Macrolabis och familjen gallmyggor. Inga underarter finns listade i Catalogue of Life.